# Gailenga

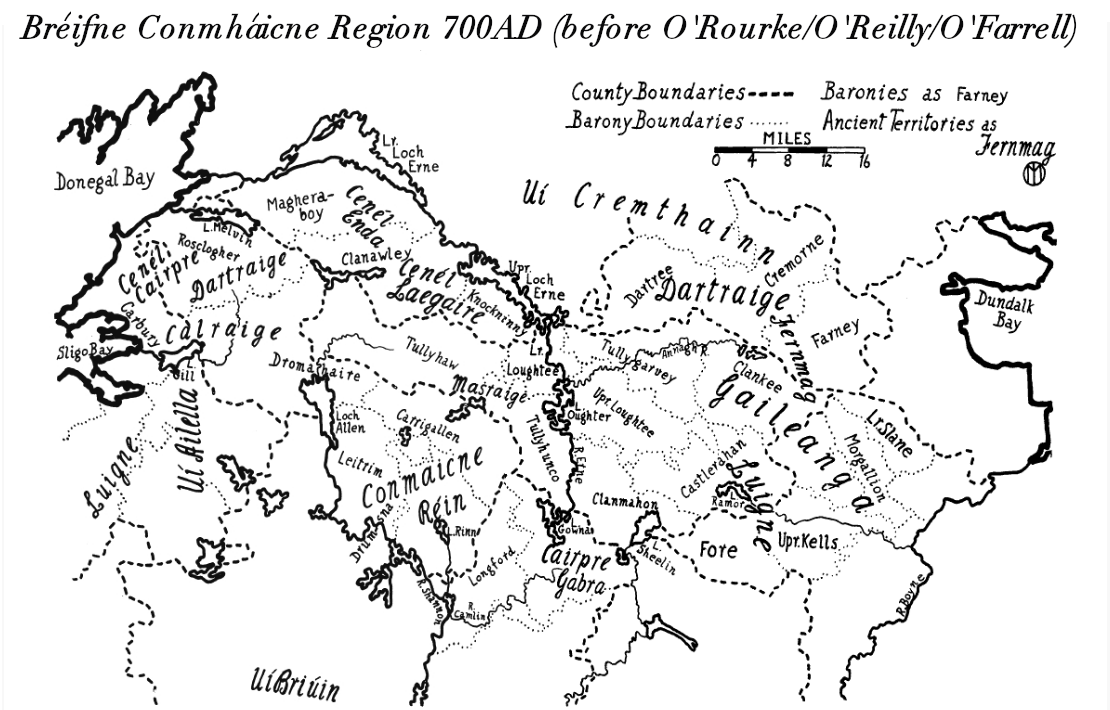
Mapa de Breifne c. ANUNCIO 700 mostrando el Gaileanga en el este.

Gailenga era el nombre de dos pueblos relacionados en la Irlanda medieval y situados en Brega y Connacht.

## Orígenes
Junto con los Luighne, Delbhna, Saitne y Ciannachta, los Gailenga afirmaban descender de Tadc mac Cein mac Ailill Aulom. Francis John Byrne, de acuerdo con Eoin MacNeill, cree que "eran tribus vasallas de pueblos guerreros con las que los Connachta y Ui Neill  ... colonizaban las tierras conquistadas." (IKHK, p. 69) Mientras Byrne y MacNeill creían que eran originarios de Connacht, investigacions recientes sobre la derivación del término Connachta indicarían que nacieron en Brega, y fueron llevados al oeste a través del Shannon por los Connachta.
Una genealogía, citada por Geoffrey Keating, reza: "Tadhg hijo de Cian, hijo de Oilill Olom, tuvo dos hijos, por nombre, Connla y Cormac Gaileang. De Iomchaidh hijo de Connla vienen los O Cearbhaill, y de Fionnachta hijo de Connla vienen los O Meachair. De Cormac Gaileang hijo de Tadhg, hijo de Cian, vienen los O Eadhra y O Gadhra y O Conchubhair Ciannachta. Lo siguiente son los territorios que adquirieron, concretamente: Gaileanga, este y oeste; Ciannachta, sur y norte; Luighne, este y oeste."
Rawlinson B 502 o Rawlinson B 512 contiene la genealogía siguiente:
Léocán m. Laidgneáin m. Máeláin m. Éicnich m. Dúnchada m. Cináeda m. Léocáin m. Donngaile m. Conchobair m. Moínaich m. Máel Mórda m. Adamra m. Dechraich m. Dergscáil m. Leae nó oe m. Cormaicc [Gaileang] m. Taidg m. Céin m. Ailella Auluimm.

## Conquistadores de Connacht
Byrne llega a decir que los Gailenga y Luigni estaban asociados estrechamente, como vecinos y aliados en Connacht, "situados al sur de las montañas de Ox  formaron un gran bloque entre los Ui Fiachrach al norte y los Ui Briuin. Ellos dominaron tribus más pequeñas, y pudieron ser considerados un reino, como se reconocía en el siglo XII cuando sus tierras fueron absorbidas en la diócesis de Achonry. Sus familias gobernantas de O'Gara y O'Hara siguieron siendo prominentes hasta el siglo XVII. Las baronías de Gallen en Mayo y Leyney en Sligo, junto con Corrand y Coolavin en los montes Curlew, sobre la fértil llanura de Moylurg, por la qué los Ui Briuin Ai se expandirían, estaban abarrotadas con pequeñas tribus, algunas de las cuales están intimamente conectadas con las leyendas originales de los Connachta." (p.233)

## Reinos de Gailenga
- Gailenga Mora: Localizado en el área del Condado de Meath al norte de los ríos Blackwater y Boyne. El nombre se preserva en la Baronía de Morgallion.
- Gailenga Brega: Localizado en lo que es ahora el norte del condado de Dublín, entre el río Liffey y los Saithne (Santry).
- Gailenga Connacht: Localizado en la baronía de Gallen, Condado de Mayo.

Ramas de los Gailenga Móra y Brega adoptaron los apellidos Ó Lóthcháin, Ó hAonghusa, y Mac Maoláin.

## Reyes de Gailenga Móra
Todas las referencias han sido tomadas de los Anales de los Cuatro Maestros, a no ser que se indique otra cosa.
- 980 - Conghalach, hijo de Flann, señor de Gaileanga, y su hijo, i.e. Maelan;, muertos en la Batalla de Tara (Irlanda).
- 990: El Sinnach Ua Leochain, señor de Gaileanga, murió.
- 992: Egnech Ua Leochain, señor de Tuath-Luighne, fue muerto por Maelseachlainn, y Cathal, hijo de Labbraidh.
- 1001: Meirleachan, i.e. el hijo de Conn, señor de Gaileanga, y Brodubh, i.e. el hijo de Diarmaid, muertos por Maelseachlainn.
- 1002: Donnghal, hijo de Donncothaigh, señor de Gaileanga, muerto por Trotan, hijo de Bolgargait (o Tortan, hijo de Bolgargait), hijo de Maelmordha, señor de Feara-Cul, en su propia casa.
- 1005: Cathal mac Dunchadha, tigherna Gaileng Mór, muerto
- 1013: Senán ua Leocháin rey de Gailenga, cayó en batalla en un ataque de Ualgarg ua Ciardha rey de Cairbre.
- 1018: Maolán mac Eccnígh uí Leochain, tigherna Gaileng & Tuath Luicchne (Luigne) uile,  mharbhadh dona Saithnibh. (Maelán hijo de Éicnech ua Lorcán, rey de Gailenga y todo Tuatha Luigne, fue asesinado por los Saithni.
- 1037: Laidhgnén hUa Leocáin, tigherna Gaileng.
- 1051: Laidcenn mac Maolain hUí Leocáin, tigherna Gaileng.
- 1053: Conghalach mac Senáin, tighearna Gaileng.
- 1130: Amhlaoibh mac Mic Senain, tigherna Gaileng.
- 1144: Mac Mic Maoláin, tigherna Gaileang Breagh ("el hijo de Mac Maoláin") muerto.

## Reyes de Gailenga Brega
- 1076: Murchadh hijo de Flann Ó Maolseachlainn, fue asesinado traicioneramente por Olaf hijo de Maelán, rey del Galenga, en el tcasa campana de Kells, y directamente, por milagro de St Columcill, Olaf fue asesinado por Maolseachlainn hijo de Conchobhar. (Anales de Tigernach)
- 1144: Mac Mic Maoláin, tigherna Gaileang Breagh, muerto.

## Reyes de Gailenga Connacht
- Toichleach ua Gadhra, murió 964.
- Conghalach mac Laidhgnen ua Gadhra, murió 993.